# Solglasögon (sång)
Solglasögon är en punklåt, skriven av Mats Hillborg och inspelad av det svenska bandet Docent död (senare "Docenterna") på albumet Docent från 1980 samt utgiven på singel samma år.
Joppe Pihlgren & Sahara Hotnights framförde låten på galan Artister mot nazister den 16 januari 2001. Originaltitel var Vanligt folk.

### Fotnoter
1. ↑  ”Docent död”. Svensk mediedatabas. 23 juni 1980. http://smdb.kb.se/catalog/id/001887556. Läst 19 april 2012.
2. ↑  ”Solglasögon”. Svensk mediedatabas. 23 juni 1980. http://smdb.kb.se/catalog/id/001459223. Läst 19 april 2012.
3. ↑  ”Artister mot nazister”. Svensk mediedatabas. 23 juni 2001. http://smdb.kb.se/catalog/id/001546353. Läst 19 april 2012.